# 이병곤 (1943년)
이병곤(李炳坤, 1943년 2월 29일~)은 대한민국의 경찰관, 군인, 대학교수이다. 1981년 육군 소령으로 예편, 81년 육군 소령에서 경찰로 특채돼 경찰관에 임용되었다. 이후 강원 고성경찰서장, 정선, 경기 광주, 부천, 서울동대문경찰서장, 서울경찰청 제2차장, 강원경찰청장, 부산청장을 역임했다. 2002년 1월 동의대학교 법·경찰학부 초빙교수, 동국대학교 교수, 동아대학교 교수, 이후 동국대, 한양대학교 객원교수 등을 역임했다.

## 약력
- 1943년 2월 29일 경기도 포천군 일동면 출신
- 육군 ROTC 장교 복무[4]
- 육군 소령
- 1981년 경정 특채로 경찰관 임용
- 1981년 4월 20일 경상북도경찰청 경정 근무[5]
- 1981년 12월 2일 서울 태릉경찰서 경무과장[6][7]
- 1983년 1월 18일 서울지방경찰청 서울 서부경찰서 정보과장
- 1983년 12월 21일 서울시경 경비과 경호계장
- 1986년 7월 11일 총경, 영등포경찰서 경비과 경호계장
- 1986년 8월 2일 서울시경찰청 경비과 경호계장
- 1987년 1월 14일 강원도 고성경찰서장(직대)[8]
- 강원도 고성경찰서장
- 1988년 2월 3일 강원도 정선경찰서장
- 1989년 2월 28일 경기도 광주경찰서장
- 1990년 2월 15일 경기도 부천경찰서장
- 1991년 1월 3일 총경, 치안본부 경호과장
- 1992년 7월 28일 서울 동대문경찰서장
- 1993년 5월 1일 경찰청 본청 정보1과장
- 1994년 6월 1일 경찰청 본청 공보담당관
- 1995년 1월 18일 경찰청 공보과장, 경무관[9]
- 1995년 1월 27일 경기도경찰청 제2차장 직대[10][11]
- 1995년 3월 18일 경기도경찰청 제2차장[12]
- 1995년 12월 14일 경찰청 경비국 경비심의관
- 1997년 1월 4일 서울지방경찰청 경비부장
- 1998년 3월 21일 경찰청 본부 공보관
- 1999년 1월 26일 치안감 승진[13]
- 1999년 1월 27일 강원지방경찰청장
- 1999년 11월 19일 경찰청 경비교통국장
- 2000년 12월 8일~2001년 11월 15일 부산지방경찰청장
- 2001년 11월 명예퇴임[14]
- 대통령 경호자문위원회 자문위원
- 2002년 1월 동의대학교 법·경찰학부 초빙교수[15]
- 2005년 11월 제2회 부산시 무궁화봉사상 심사위원[16]
- 동국대학교 교수
- 동아대학교 교수
- 한양대학교 객원교수
- 대테러연구원장
- 사회안전연구원 자문위원장
- 리더십 전문교수
- 포천신문 시민기자단 명예고문
- 재경포천시민회 수석부회장
- 2010년 12월 3일 ~ 2013년 12월 5일 재경포천시민회 회장
- 2015년 11월 30일[17] ~ 사회안전국민포럼 공동대표

## 저서
- 《정보개론》, (정양사, 1995)

## 학력
- 포천종합고등학교 졸업
- 국민대학교 졸업
- 건국대학교 행정대학원
- 동국대학교 대학원 법학 박사
- 동국대학교 대학원 경찰학 박사

## 훈장 경력
- 1997년 10월 21일 홍조근정훈장[18][19][20]
- 1987년 5월 23일 재경포천군민회 축하패[21]

## 가족 관계
- 부인 : 구옥순(1950년 ~ ?)
- 부인 : 임정란

## 기타
업무처리를 하면서 형식보다는 내용을 중요시하며 부하직원들의 의견을 잘 듣는다는 평을 듣는다.

## 참고 자료
- 이병곤, 《정보개론》, (정양사, 1995)
- 이병곤 부산청장, 요직 두루 거쳐 부산일보 2001.12.07
- [인터뷰]신임 이병곤 부산경찰청장 동아일보 2000.12.11
- [인터뷰]이병곤 신임 강원지방경찰청장 동아일보 1999.02.04.
- 보관됨 2023-08-20 - 웨이백 머신 시사인터뷰 > 커버스토리 > 이병곤 박사/前 부산·강원 경찰청장

| 전임 이민웅 | 제11대 강원도경찰청장 1999년 1월 28일 ∼ 1999년 11월 20일 | 후임 이광웅 |

| 전임 이팔호 | 제11대 부산지방경찰청장 2000년 12월 8일 ∼ 2001년 11월 15일 | 후임 박일만 |